# Uwabaki

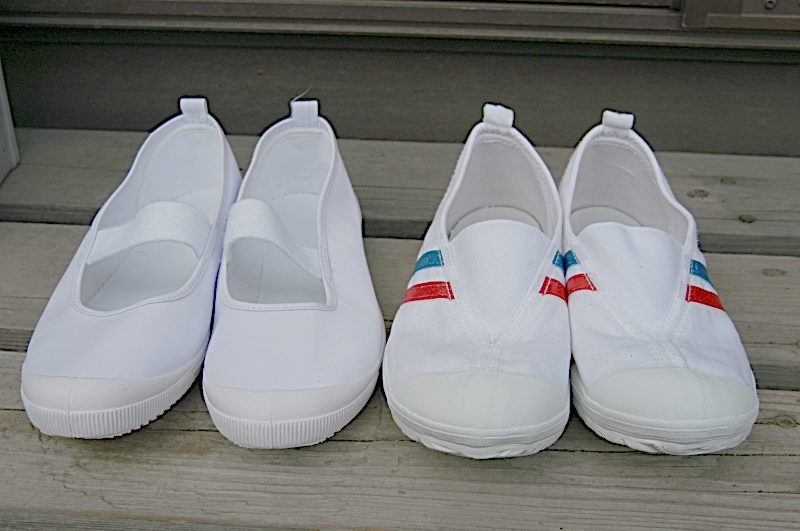
Dois tipos de uwabaki.

O uwabaki (上履き), é um calçado japonês feito para ser usado em ambientes interiores de casas, escolas, algumas empresas e alguns prédios públicos onde é proibido o uso dos sapatos que pisaram na rua.
Tradicionalmente, os japoneses têm aversão em usar os mesmos sapatos sujos que pisaram a rua em ambientes interiores. Por isso, geralmente, eles tiram os sapatos, deixando-os no genkan, e calçam outros especialmente para ambientes interiores, como o surippa.
Nas entradas das escolas, do ensino infantil a faculdade, é regra os alunos terem armários próprios com os uwabaki que deverão ser usados no interior.